# Heinz Heimgartner
Heinz Heimgartner (ur. 5 maja 1941 w Münsterlingen w Szwajcarii) – naukowiec (znany głównie dzięki dokonaniom w zakresie fotochemii związków heterocyklicznych, związków supramolekularnych, syntezy i badań strukturalnych peptydów, związków heteroatomowych oraz heterocyklicznych) i wychowawca młodzieży. Otrzymał w 2009 tytuł doktora honoris causa Uniwersytetu Łódzkiego.
Studiował na Uniwersytecie w Zurychu, gdzie w roku 1968 uzyskał dyplom w zakresie chemii organicznej. W latach 1968-1972 odbył studia doktoranckie w macierzystej uczelni. Stopień naukowy doktora nauk chemicznych uzyskał w roku 1972, a rozprawę habilitacyjną poświęconą badaniom nad reakcjami 3-amino-2H-aziryn złożył w roku 1980. Tytuł profesora chemii organicznej uzyskał w roku 1987. Przez wiele lat kierował dużym zespołem badawczym w Instytucie Chemii Organicznej Uniwersytetu w Zurychu.